# کتابخانه ملی یونان
کتابخانه ملی یونان (به یونانی: Εθνική Βιβλιοθήκη) (به انگلیسی: National Library of Greece) در نزدیکی مرکز شهر آتن واقع شده است. این کتابخانه توسط یک معمار دانمارکی طراحی شده است. این کتابخانه در سال ۱۸۳۲ میلادی تأسیس شده است و دارای دو شعبه است. در این کتابخانه کتاب، نشریه دانشگاهی، روزنامه، مجله، چندرسانه‌ای و نسخه خطی گردآوری شده است.